# Birthe Wolter

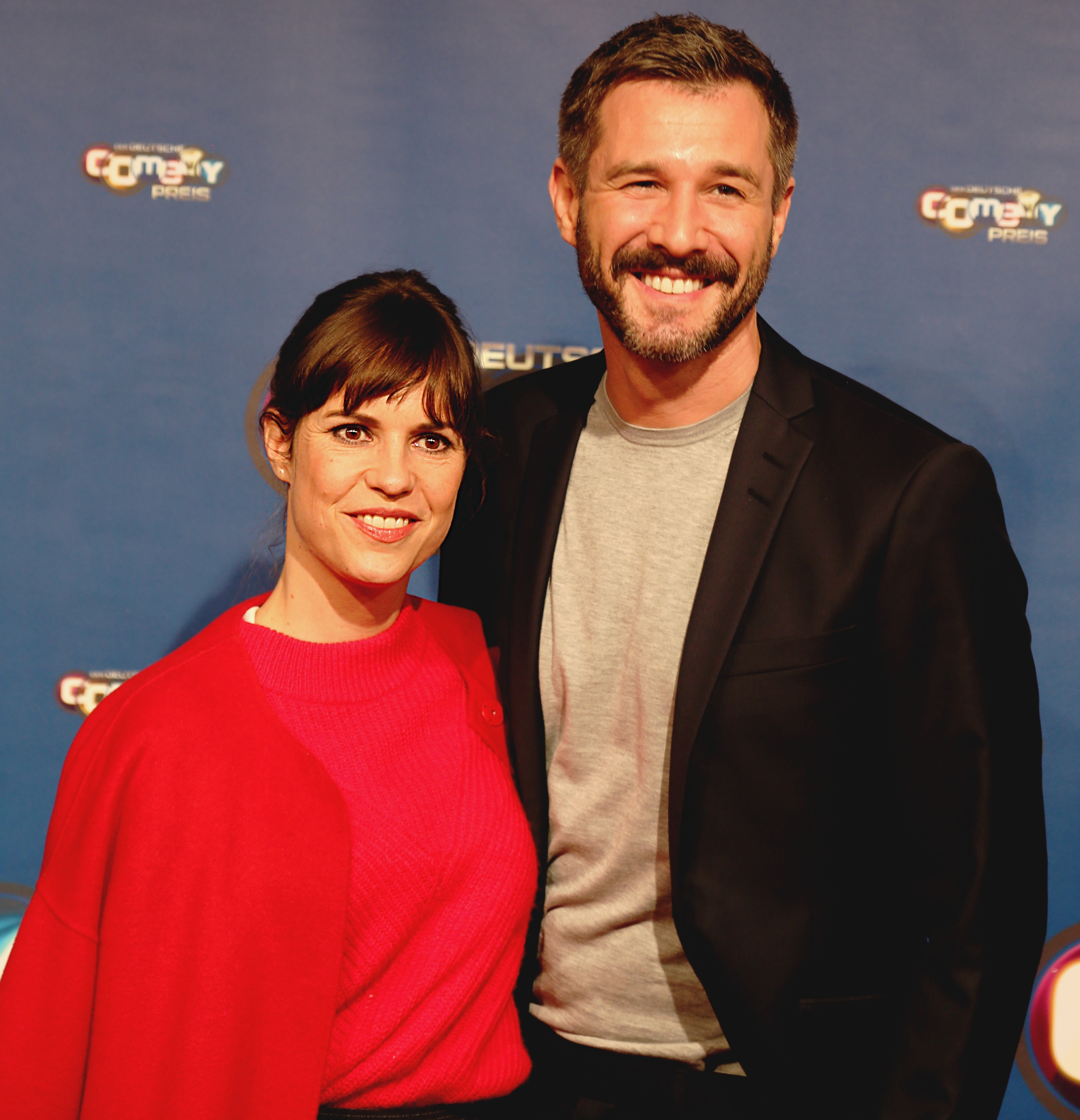
Birthe Wolter und Jochen Schropp (2017)

Birthe Wolter (* 4. Oktober 1981 in Köln) ist eine deutsche Schauspielerin.

## Leben

### Herkunft
Birthe Wolter wuchs gemeinsam mit vier Geschwistern in Mechernich-Strempt in der Eifel auf.

### Theater
Birthe Wolter absolvierte von 2002 bis 2006 eine Schauspielausbildung an der Bayerischen Theaterakademie August Everding in München und übernahm währenddessen und danach mehrere Haupt- und Nebenrollen, unter anderem im Metropoltheater (München), Residenztheater (München) und im Kammertheater Karlsruhe. Ab 2017 gehörte sie dem neu begründeten Kabarett-Ensemble Die Wühlmäuse in Berlin an, bis das Ensemble im Jahr 2020 aufgelöst wurde.

### Film und Fernsehen
Sowohl in Fernsehserien als auch in Kinofilmen spielte Wolter seit Mitte der 1990er-Jahre zahlreiche Haupt- und Nebenrollen. Große Bekanntheit erlangte sie mit ihrer Rolle als Laura Heller in der RTL-Serie Schulmädchen. Mit ihrer ehemaligen Schulmädchen-Kollegin Simone Hanselmann war sie später noch in drei Folgen der ProSieben-Serie Alles außer Sex zu sehen, bevor diese vorzeitig eingestellt wurde. Von 2009 bis zur vorerst letzten Ausgabe im Februar 2011 war sie als regelmäßiger Gast in der Fernsehsendung Schillerstraße zu sehen. Im Stuttgarter Tatort (Lannert und Bootz) spielte sie zeitweise die Rolle der Lona Wegener. Von Dezember 2023 (Folge 3886) bis Dezember 2024 (Folge 4075) spielte sie in der ARD-Telenovela Rote Rosen die Rolle der Franka Böttcher.

### Privates
Wolter lebt in Berlin. Im Oktober 2024 wurde Wolter Mutter eines Sohnes.

## Filmografie
- 1995: Jede Menge Leben (Fernsehserie, 9 Folgen)
- 1996: SK-Babies (Fernsehserie, 1 Folge)
- 1997: Kleine Einbrecher
- 1997: Nikola (Fernsehserie, 1 Folge)
- 1998: Tatort: Bildersturm (Fernsehreihe)
- 1999: Dr. Stefan Frank – Der Arzt, dem die Frauen vertrauen (Fernsehserie, 1 Folge)
- 1999: Ein starkes Team – Im Visier des Mörders
- 1999: Craniumfraktur (Kurzfilm)
- 1999: Der Fahnder (Fernsehserie, 1 Folge)
- 1999: CityExpress
- 1999–2011: Ein Fall für zwei (Fernsehserie, 5 Folgen, verschiedene Rollen)
- 2000: Die Nesthocker – Familie zu verschenken (Fernsehserie, 2 Folgen)
- 2000: Die Motorrad-Cops – Hart am Limit (Fernsehserie, 1 Folge)
- 2000: Der Superbulle und die Halbstarken
- 2000: Flashback – Mörderische Ferien
- 2000: Großstadtrevier (Fernsehserie, 1 Folge)
- 2000: Mordkommission (Fernsehserie, 1 Folge)
- 2001: Ich pfeif’ auf schöne Männer
- 2001: Polizeiruf 110: Fluch der guten Tat
- 2002: Letzte Bahn
- 2002: FearDotCom
- 2002–2005: Schulmädchen (Fernsehserie)
- 2003: Das Wunder von Bern
- 2005: Die Wache (Fernsehserie, 1 Folge)
- 2007: Alles außer Sex (Fernsehserie, 3 Folgen)
- 2008: Tatort: In eigener Sache
- 2008: Virus Undead
- 2009–2015: SOKO München (Fernsehserie, 2 Folgen, verschiedene Rollen)
- 2009–2011: Schillerstraße (Fernsehserie)
- 2009: Tatort: Tödliche Tarnung
- 2009: Ganz nah bei Dir
- 2009: Tatort: Das Mädchen Galina
- 2009: Kreuzfahrt ins Glück: Hochzeitsreise nach Florida
- 2009: Tatort: Altlasten
- 2010: Das Traumschiff: Panama
- 2010: Tatort: Blutgeld
- 2010: Tatort: Die Unsichtbare
- 2011: Rosamunde Pilcher: Sonntagskinder
- 2011: Kokowääh
- 2011: Tatort: Grabenkämpfe
- 2011–2015: Engel der Gerechtigkeit (Fernsehserie, 5 Folgen)
- 2012: Akte Ex (Fernsehserie, 1 Folge)
- 2012: Tatort: Tote Erde
- 2013: Ladykracher (Fernsehserie, 6 Folgen)
- 2014: Kreuzfahrt ins Glück: Hochzeitsreise nach Dubai
- 2014: Der Bulle und das Landei (Fernsehserie, 1 Folge)
- 2014: Küstenwache (Fernsehserie, 1 Folge)
- 2015: Jetzt wird’s schräg
- 2016: In aller Freundschaft – Die jungen Ärzte (Fernsehserie, 1 Folge)
- 2018–2019: Der Lehrer (Fernsehserie, 5 Folgen)
- 2018: In aller Freundschaft (Fernsehserie, 1 Folge)
- 2018: Mord mit Ansage (Fernsehserie, 1 Folge)
- 2018: Bettys Diagnose (Fernsehserie, 1 Folge)
- 2018: Milk & Honey (Fernsehserie, 1 Folge)
- 2019: Ich brauche euch
- 2019: Sommerseiten
- 2020: MaPa (Fernsehserie, 1 Folge)
- 2020: SOKO Wismar (Fernsehserie, 1 Folge)
- 2021: Das Spray (Kurzfilm)
- 2021: Solo für Weiss – Das letzte Opfer
- 2022: WaPo Bodensee (Fernsehserie, 1 Folge)
- 2022: Der Zürich-Krimi: Borchert und das Geheimnis des Mandanten (Fernsehreihe)
- 2022: Inga Lindström: Jemand liebt dich
- 2023: Das Traumschiff: Vancouver
- 2023–2024, 2025: Rote Rosen (Fernsehserie)
- 2024: Tiere bis unters Dach (Fernsehserie, 1 Folge)
- 2024: SOKO Köln (Fernsehserie, 1 Folge)
- 2025: Das Traumschiff: Miami

## Theater
- 2004: Die Unbekannte aus der Seine (Nebenrolle), Akademiebühne München
- 2005: Hamlet oder nicht Hamlet, das ist hier die Frage (Nebenrolle), Akademiebühne München
- 2005: Der Golem (Nebenrolle), Metropol Theater München
- 2005–2006: Genua 01 (Hauptrolle), Residenztheater München
- 2009: Cyrano de Bergerac (Roxane), Kammertheater Karlsruhe
- 2011: Romeo und Julia (Julia), Kammertheater Karlsruhe
- 2012: Cyrano de Bergerac (Roxane), Kammertheater Karlsruhe
- 2017–2020: Ver(f)logene Gesellschaft (frustrierte Investmentbankerin), Wühlmäuse Berlin
- Seit 2023: Stolz und Vorurteil, Komödie am Kurfürstendamm im Theater am Potsdamer Platz

## Auszeichnungen
- 2013: Deutscher Comedypreis als Teil des Teams von Ladykracher in der Kategorie Beste Sketchcomedy